# Gus Higgins
Gustaf (Gus) Henning Higgins ursprungligen Lindström, född 22 maj 1863 i Stockholm, död 13 maj 1909 i McKeesport, Pennsylvania, var en svensk-amerikansk tecknare, målare, dekorationsmålare och poet.
Han var son till skomakaren Per Johansson Lindström och Anna Maria Sahlin. Han studerade konst vid Konstakademien i Stockholm samt porträttmåleri vid  Edvard Perséus målarskola. Han utvandrade till Amerika 1879 och var under de första åren verksam inom en rad verksamheter på skilda platser. Från 1885 arbetade han några år som assistent till Felix Philippoteaux där han fick fylla i konstnärens målningar med landskapsskildringen och bakgrunder. Han var därefter anställd som karikatyrtecknare vid Chicago Tribune men fick enligt egen utsago sparken för att han tecknat en major som med hjälp av ett par kryckor red på en häst. Han blev därefter anställd som political cartoon-liar vid Chicago Globe och för tidskriften The Graphic tecknade han 1892 helsidesporträtt. Ensam eller tillsammans med olika kompanjoner gav han ut både engelsk- och svenskspråkiga skämttidningar som förutom teckningar innehöll några av de verser han skrev. Som illustratör illustrerade han bland annat Emil Norlanders Anderssonskans  Kalle när den utgavs i en svensk-amerikansk upplaga och Gustaf Schönbergs Göstas visor från vindskammaren. Han ansågs under sin livstid som Chicagos skickligaste porträttecknare. Hans staffli konst är av en begränsad omfattning och består till största delen av porträtt och figursaker. Vid Världsutställningen i Saint Louis 1904 var han representerad i den svenska paviljongen med målningen Bellman sjunger ihop pengarna till Lidners begravning. För en svensk kyrka i Chicago målade han en altartavla och som dekorationsmålare dekorerade han några krogar med Bellman- och nordiska motiv. Hans skämtteckningar som ofta är burleska är oftast roliga och träffsäkra men slår ibland över i vulgär cynism. Postumt utgavs albumet Bland lifvade laxar, humoresker på vers och prosa 1916. Genom sitt bohemliv och alltför splittrade intressen slösade denna artist, poet, vissångare, gyckelmakare och Bacchusdyrkare bort sin konstnärsbegåvning och stora talang. I början av 1900-talet flyttade han till McKeesport i Pennsylvania där han togs om hand av godtemplarna. Betecknande är den gravskrift som han ville att eftervärlden skulle kunna läsa om honom.
| ”             | Artisten Higgins vilar här, Supit och slarv och gycklare, Men hans berömmelse dock är, Att han var ingen hycklare. | „ |
| – Gus Higgins | |   |